# George Colțea
George Marian Colțea (* 17. Mai 2000 in Zărnești, Kreis Brașov) ist ein rumänischer Biathlet. Er nahm an den Olympischen Spielen 2022 teil.

## Sportliche Laufbahn
George Colțea betreibt seit 2014 Biathlon und trat 2017 erstmals bei den Jugendweltmeisterschaften an, schoss bei seinem Debütrennen allerdings elf Fehler und wurde 81. des Einzels. Besser verlief die Jugend-WM des Folgejahres, Colțea wurde Sprint-15. und Achter mit der Staffel. Anfang 2019 gab er in Duszniki-Zdrój sein IBU-Cup-Debüt, bereits bei seinem dritten Rennen am Arber konnte der Rumäne als 36. Punkte gewinnen. Nach einem gelungenen Auftakt in den Winter 2019/20, Colțea lief auf Rang 24 im Sprint von Sjusjøen, gab er in Östersund seinen Weltcupeinstand und wurde dort in der Single-Mixed-Staffel mit Enikő Márton 23. Nach einer weiteren Junioren-WM-Teilnahme folgte der erste Karrierehöhepunkt, Colțea durfte in Sprint, Staffel und Single-Mixed-Staffel der Weltmeisterschaften in Antholz starten.
Im Winter 2020/21 lief der Rumäne zunächst in weiteren Staffelrennen des Weltcups, bevor er seine ersten Europameisterschaften bestritt und dort als 29. des Sprints auch ein gutes Ergebnis zeigte. Zudem nahm er an den Juniorenwettkämpfen der Sommerbiathlon-Weltmeisterschaften 2021 teil und verpasste als 5. in der Verfolgung eine Medaille nur knapp. Die Saison 2021/22 wurde Colțeas bisher erfolgreichste, er startete durchgehend im IBU-Cup und kam in fast jedem Rennen unter die besten 40. Dies führte auch dazu, dass er, ohne im Winter ein Weltcupeinzel bestritten zu haben, als einziger Biathlet seines Landes für die Olympischen Spiele von Peking nominiert wurde. Dort erzielte er allerdings nur zwei 89. Ränge. Zum Ende des Winters gelangen Colțea erneute persönliche Bestleistungen im IBU-Cup, nach einem 12. Rang in der Lenzerheide kam er im Verfolgungsrennen von Ridnaun bis auf den fünften Platz und schloss die Saison auf Ranglistenplatz 30 ab.
Seinen ersten Verfolgungswettkampf im Weltcup erzielte Colțea Ende 2022 in Kontiolahti nach einem 50. Rang im Sprint. Während die Indididualrennen daraufhin weniger gut verliefen, machte er in den Staffelbewerben eine gute Figur und schloss alle Rennen zwischen Position 12 und 14 ab. Bei den Weltmeisterschaften erzielte der Rumäne als 31. des Sprints sein bis dahin bestes Einzelergebnis, im Staffelrennen lief er mit George Buta, Dmitri Schamajew und Raul Flore sogar auf den achten Rang und ließ damit Teams wie Finnland, Slowenien und die Ukraine hinter sich. Erfolgreich verlief auch das Saisonfinale in Oslo, wo Colțea die Platzierungen 30 und 28 in Sprint und Verfolgung erreichte und damit in der Weltrangliste auf Platz 74 vorstieß. Ende November 2023 realisierte der Rumäne als 16. des Einzels von Östersund ein erneutes Bestergebnis. Im Weltcup lief er im Verlauf des Winters drei weitere Male in die Punkteränge, war aber auch bei den Weltmeisterschaften, wo er den 27. Platz im Einzel erzielte, erfolgreich. Das beste Ergebnis mit der Staffel erreichten die rumänischen Herren als Zehnte in Hochfilzen, bei der EM lief Colțea in Einzel und Sprint jeweils auf Platz 13.
Im Winter 2024/25 konnte sich Colțea in seinen Ergebnissen nicht steigern, vor allem, da seine Trefferquote am Schießstand nachließ. Seine einzigen Weltcuppunkte erzielte er als 35. des Sprints von Kontiolahti, den gleichen Platz erzielte er im Einzel der Weltmeisterschaften. Beim Einzelwettkampf im Rahmen der Europameisterschaften belegte der Rumäne Rang 13.

## Persönliches
George Colțea lebt in Moieciu de Jos.

## Statistiken

### Weltcupplatzierungen
Die Tabelle zeigt alle Platzierungen (je nach Austragungsjahr einschließlich Olympische Spiele und Weltmeisterschaften).
- 1.–3. Platz: Anzahl der Podiumsplatzierungen
- Top 10: Anzahl der Platzierungen unter den ersten zehn (einschließlich Podium)
- Punkteränge: Anzahl der Platzierungen innerhalb der Punkteränge (einschließlich Podium und Top 10)
- Starts: Anzahl gelaufener Rennen in der jeweiligen Disziplin
- Staffel: inklusive Mixed- und Single-Mixed-Staffeln

| Platzierung               | Einzel | Sprint | Verfolgung | Massenstart | Staffel | Gesamt |
| ------------------------- | ------ | ------ | ---------- | ----------- | ------- | ------ |
| 1. Platz                  |        |        |            |             |         |        |
| 2. Platz                  |        |        |            |             |         |        |
| 3. Platz                  |        |        |            |             |         |        |
| Top 10                    |        |        |            |             | 1       | 1      |
| Punkteränge               | 1      | 3      | 2          |             | 25      | 31     |
| Starts                    | 4      | 13     | 4          |             | 25      | 46     |
| Stand: Saisonende 2023/24 |        |        |            |             |         |        |

### Weltcupwertungen
Ergebnisse bei Weltcups (Disziplinen- und Gesamtweltcup) gemäß Punktesystem.
| Saison  | Einzel | Einzel | Sprint | Sprint | Verfolgung | Verfolgung | Massenstart | Massenstart | Gesamt | Gesamt |
| Saison  | Platz  | Punkte | Platz  | Punkte | Platz      | Punkte     | Platz       | Punkte      | Platz  | Punkte |
| ------- | ------ | ------ | ------ | ------ | ---------- | ---------- | ----------- | ----------- | ------ | ------ |
| 2022/23 | –      | –      | 65.    | 11     | 62.        | 13         | –           | –           | 74.    | 24     |
| 2023/24 | 36.    | 25     | 64.    | 6      | 62.        | 9          | –           | –           | 57.    | 40     |
| 2024/25 | –      | –      | 73.    | 6      | –          | –          | –           | –           | 86.    | 6      |

### Olympische Winterspiele

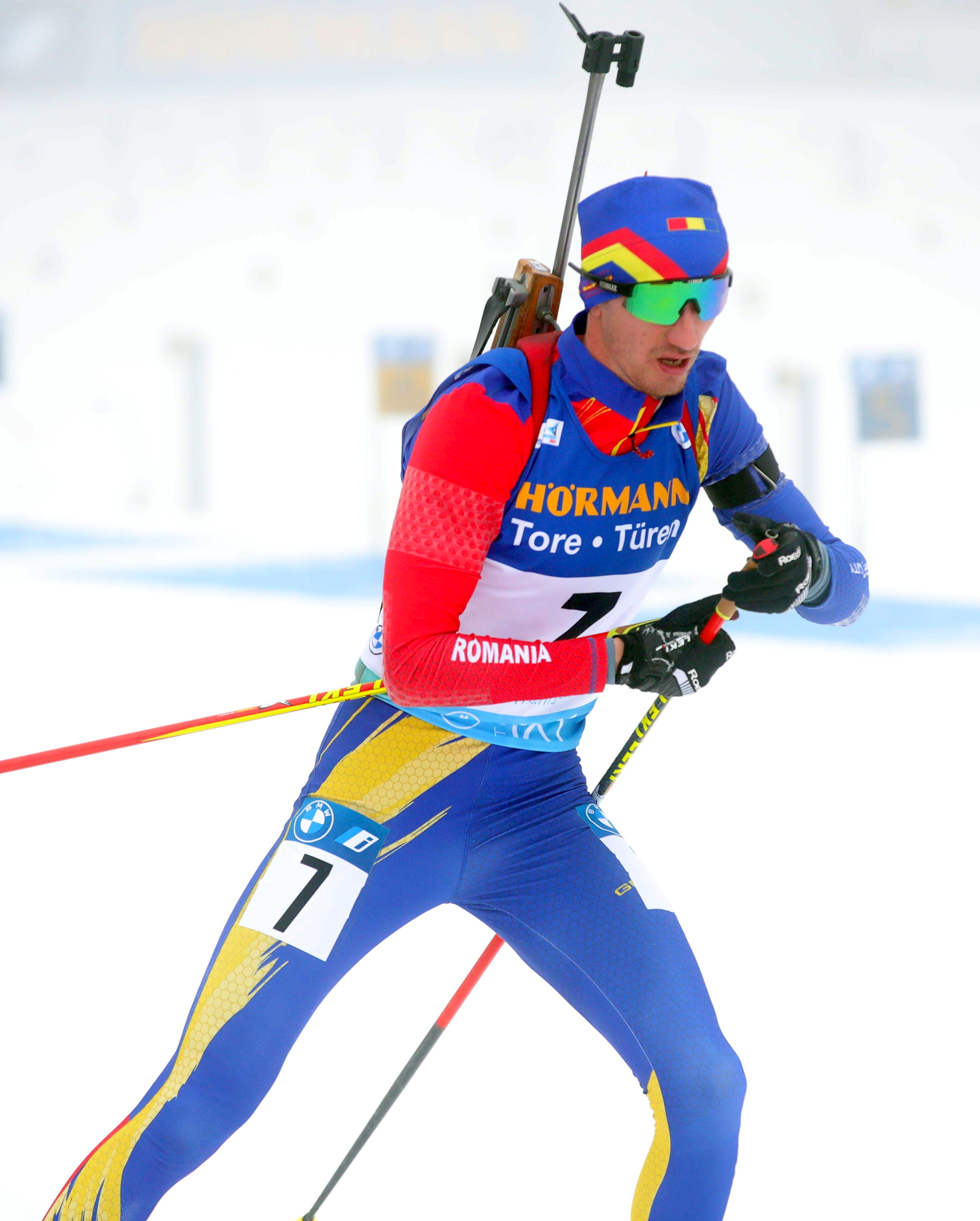
Colțea bei den Weltmeisterschaften 2023

Ergebnisse bei Olympischen Winterspielen:
|                                        | Einzelwettbewerbe | Einzelwettbewerbe | Einzelwettbewerbe | Einzelwettbewerbe | Staffelwettbewerbe | Staffelwettbewerbe |
| Einzel                                 | Sprint            | Verfolgung        | Massenstart       | Herrenstaffel     | Mixedstaffel       |                    |
| -------------------------------------- | ----------------- | ----------------- | ----------------- | ----------------- | ------------------ | ------------------ |
| Olympische Winterspiele 2022 \| Peking | 89.               | 89.               | –                 | –                 | –                  | –                  |

### Biathlon-Weltmeisterschaften
Ergebnisse bei den Weltmeisterschaften:
| Weltmeisterschaften | Weltmeisterschaften | Einzelwettbewerbe | Einzelwettbewerbe | Einzelwettbewerbe | Einzelwettbewerbe | Staffelwettbewerbe | Staffelwettbewerbe | Staffelwettbewerbe |
| Jahr                | Ort                 | Einzel            | Sprint            | Verfolgung        | Massenstart       | Herrenstaffel      | Mixedstaffel       | S.-M.-Staffel      |
| ------------------- | ------------------- | ----------------- | ----------------- | ----------------- | ----------------- | ------------------ | ------------------ | ------------------ |
| 2020                | Antholz             | –                 | 77.               | –                 | –                 | 23.                | –                  | 27.                |
| 2023                | Oberhof             | –                 | 32.               | 42.               | –                 | 8.                 | –                  | –                  |
| 2024                | Nové Město          | 27.               | 48.               | DNS               | –                 | 15.                | –                  | –                  |
| 2025                | Lenzerheide         | 35.               | 66.               | –                 | –                 | 22.                | –                  | 19.                |

### Jugend-/Juniorenweltmeisterschaften
Colțea nahm bis 2019 an den Jugend-, ab 2020 an den Juniorenwettkämpfen teil.
| Weltmeisterschaften | Weltmeisterschaften | Einzelwettbewerbe | Einzelwettbewerbe | Einzelwettbewerbe | Herrenstaffel |
| Jahr                | Ort                 | Einzel            | Sprint            | Verfolgung        | Herrenstaffel |
| ------------------- | ------------------- | ----------------- | ----------------- | ----------------- | ------------- |
| 2017                | Osrblie             | 81.               | 71.               | –                 | 10.           |
| 2018                | Otepää              | 36.               | 15.               | 33.               | 8.            |
| 2019                | Osrblie             | 12.               | 10.               | 16.               | 12.           |
| 2020                | Lenzerheide         | 11.               | 37.               | 29.               | 15.           |
| 2021                | Obertilliach        | 21.               | 47.               | 45.               | 22.           |